# ألسويرث يونغ
ألسويرث يونغ (بالإنجليزية: Ellsworth Young)‏ هو رسام أمريكي، ولد في 1866، وتوفي في 1952.

## معرض صور

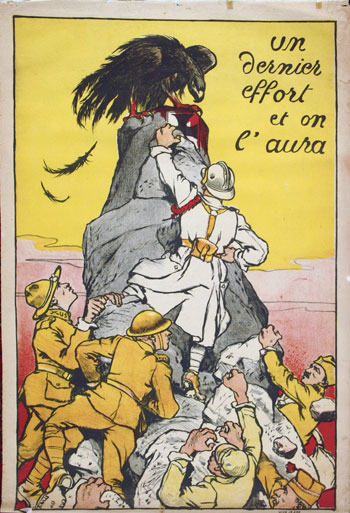
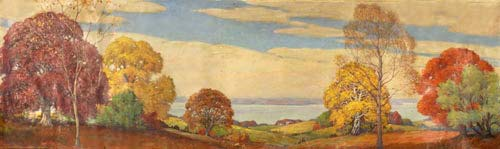
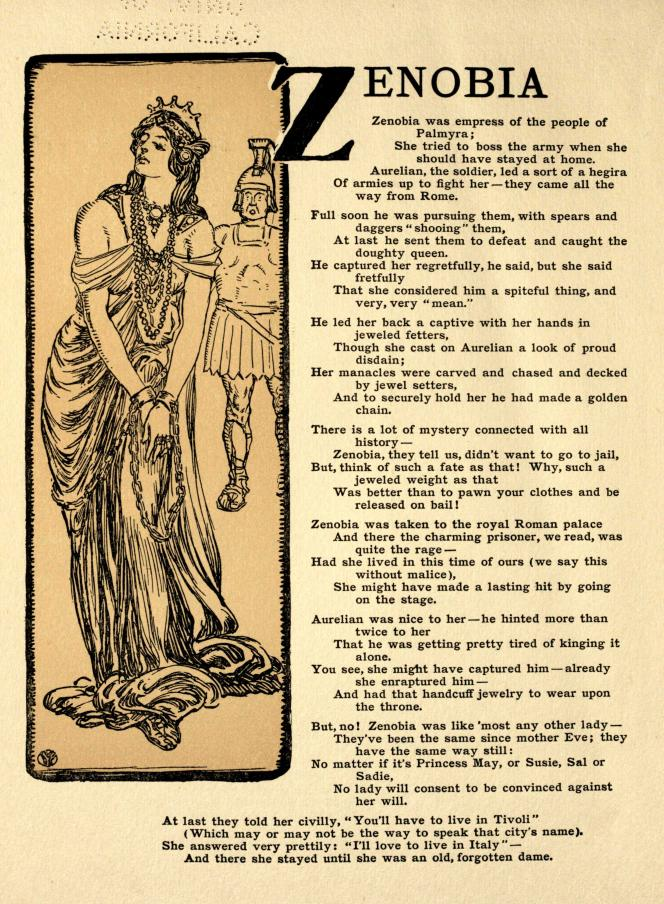
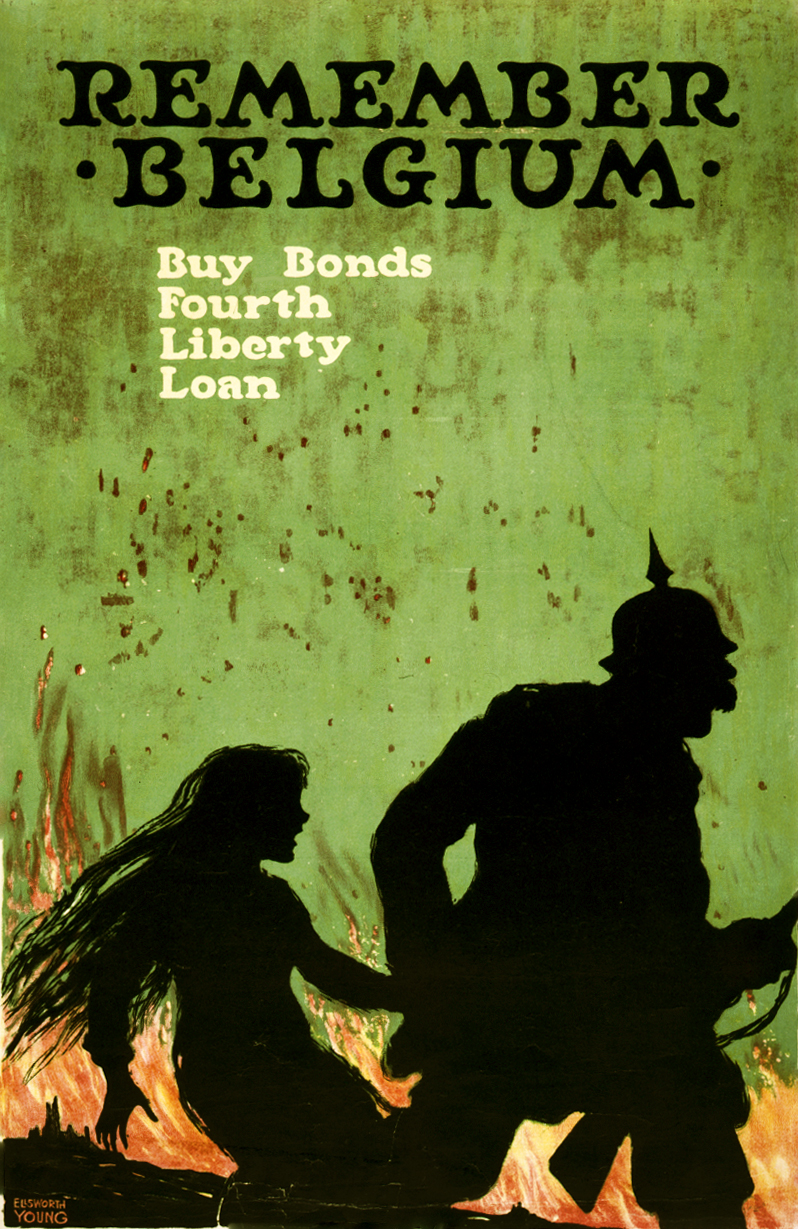